# لويس بيريس
لويس بيريس (بالإنجليزية: Luís Pires) هو مستكشف برتغالي.